# NGC 2258
NGC 2258 је лентикуларна галаксија у сазвежђу Жирафа која се налази на NGC листи објеката дубоког неба.
Деклинација објекта је + 74° 28' 53" а ректасцензија 6h 47m 46,5s. Привидна величина (магнитуда) објекта NGC 2258 износи 12,0 а фотографска магнитуда 13,0. Налази се на удаљености од 63,350 милиона парсека од Сунца. NGC 2258 је још познат и под ознакама UGC 3523, MCG 12-7-16, CGCG 330-15, PGC 19622.